# IC 3324
IC 3324 ist eine kompakte Galaxie vom Hubble-Typ C im Sternbild Coma Berenices am Nordsternhimmel. Sie ist schätzungsweise 315 Millionen Lichtjahre von der Milchstraße entfernt.
Das Objekt wurde am 23. März 1903 vom deutschen Astronomen Max Wolf entdeckt.